# Tmarus peregrinus
Tmarus peregrinus là một loài nhện trong họ Thomisidae.
Loài này thuộc chi Tmarus. Tmarus peregrinus được Arthur Merton Chickering miêu tả năm 1950.